# 愛の奇跡
「愛の奇跡」（あいのきせき）は、1968年10月15日に発売されたヒデとロザンナのデビュー・シングル。

## 解説
発売当初は「何にも言えないの」がA面で、「愛の奇跡」がB面だった。当初はめぼしい反応はなく、ヒデとロザンナの二人は「何も言えないの」を宣伝するため、福岡を皮切りに東へと、レコード店の全国キャンペーンを展開した。
しかし佐賀の有線放送にB面の「愛の奇跡」のリクエストが殺到。1969年の1月下旬から人気に火が付き始める。その後は売上を徐々に伸ばし、発売から4か月後の1969年2月24日付オリコンシングルチャートでトップ10入りし、その後2か月近くトップ10以内をキープした。
累計売上は80万枚、または100万枚突破のミリオンセラー。
1991年7月21日にはCDシングルとして再リリースされた。ただしカップリングは「愛は傷つきやすく」に変更されており、事実上両A面シングル扱いとなっている。

## 収録曲
17cmシングル盤
1. 愛の奇跡 (2分12秒)
作詞：中村小太郎／作曲：田辺信一／編曲：中川昌
2. 何にも言えないの (2分7秒)
作詞：中村小太郎／作曲：城二三八／編曲：中川昌

8cmCDシングル盤（スーパー・セレクト・シリーズ『愛の奇跡/愛は傷つきやすく』）
1. 愛の奇跡 (2分12秒)
作詞：中村小太郎／作曲：田辺信一／編曲：中川昌
2. 愛の奇跡（オリジナル・カラオケ）
3. 愛は傷つきやすく (3分16秒)
作詞：橋本淳／作曲：中村泰士／編曲：森岡賢一郎
4. 愛は傷つきやすく（オリジナル・カラオケ）

## カバー
- ロザンナ（1997年、シングル『幸せのスイッチボード/愛の奇跡 (MIRACLE MIX)』収録。）
- 桑田佳祐（2022年、ライブ・ビデオ『LIVE TOUR 2021「BIG MOUTH, NO GUTS!!」』収録[8]。）